# Irena Siwiec
Irena Siwiec (ur. 14 września 1929 w Kępnie) – polska nauczycielka, poseł na Sejm PRL VII kadencji.

## Życiorys
W 1949 ukończyła Liceum Pedagogiczne w Tarnowskich Górach, a w 1967 Studium Nauczycielskie w Gliwicach, uzyskując wykształcenie niepełne wyższe. Była dyrektorem Szkoły Podstawowej w Wojsce. W 1977 objęła mandat posła na Sejm PRL VII kadencji w okręgu Bytom z ramienia Polskiej Zjednoczonej Partii Robotniczej, zastępując zmarłego Zbigniewa Krzysztoforskiego ze Zjednoczonego Stronnictwa Ludowego. Zasiadała w Komisji Oświaty i Wychowania.